# Park In-hwan (actor)
Park In-hwan (en hangul, 박인환; hanja: 朴仁煥; RR: Bak In-hwan; Corea del Sur, 6 de enero de 1945) es un veterano actor surcoreano, conocido por interpretar papeles que exhiben un comportamiento cálido y figuras paternas.

## Vida personal
Estudió teatro y cine en la Universidad Chung-Ang (Chung-Ang University).
Está casado, la pareja tiene un hijo y dos hijas.

## Carrera
Es miembro de la agencia 6 Oceans (식스오션스).
En 1991 se unió al elenco de la serie Our Paradise donde dio vida a un maestro de psicología y el padre de Jin-soo y Seung-mi.
En 1993 se unió al elenco recurrente de la serie Han River Cuckoo donde interpretó a Heo Jang-seok, el amigo de los padres de Han Sang-pil.
En 2005 se unió al elenco recurrente de la serie 5th Republic donde dio vida a Jeong Seung-hwa, un general surcoreano.
En octubre del mismo año se unió al elenco recurrente de la serie A Love to Kill donde interpretó a Cha Du-yong, el padre de Cha Eun-suk (Shin Min-ah).
En julio de 2006 se unió al elenco recurrente de la serie Yeon Gaesomun donde dio vida a Yeon Taejo, el padre del general Yeon Gaesomun (Lee Tae-gon).
En noviembre del mismo año apareció en la serie Lovers donde interpretó al reverendo Yoon Mok-sa, el padre de Yoon Mi-ju (Kim Jung-eun).
El 17 de octubre de 2009 se unió al elenco principal de la serie Three Brothers donde dio vida a Kim Soon-kyung, un oficial de policía jubilado y el padre de Kim Geon-kang (Ahn Nae-sang), Hyun-chal (Oh Dae-gyu) y Yi-sang (Lee Joon-hyuk), hasta el final de la serie el 13 de junio de 2010.
El 30 de abril del mismo año apareció como parte del elenco de la película Thirst donde interpretó al sacerdote Roh, un sacerdote ciego superior a Sang-hyun, que desea volver a ver.
En noviembre de 2010 se unió al elenco de la serie It's Okay, Daddy's Girl donde dio vida a Eun Ki-hwan, un padre de familia cuya hemorragia cerebral ocasiona que sus familia se de cuenta que deben de volverse fuertes.
En febrero de 2016 se unió al elenco recurrente de la serie Come Back Mister donde interpretó a Kim Noh-gap, el padre de Kim Young-soo (Rain).
En julio de 2017 se unió al elenco de la serie Daughters-in-Law (también conocida como "The Golden Age of Daughters-in-Law") donde dio vida a Lee Soo-gil, el pdre de Lee Boksu (Kim Ji-hoon) y Boknam (Seo Young-hee), un hombre que trabaja en un restaurante de pies de cerdo y quien aunque parece tolerante también puede tener un temperamento explosivo.
En septiembre del mismo año se unió al elenco recurrente de la serie First Wives' Clubdonde interpretó a Lee Hwa-sang, el padre de Lee Ki-jeok (Oh Dae-gyu).
En octubre de 2008 se unió al elenco recurrente de la serie My Precious You donde dio vida a Jang Il-nam, el padre de Jang In-ho (Lee Tae-ran), Shin-ho (Ji Hyun-woo) y Jin-ho (Song Joong-ki).
En enero de 2019 se unió al elenco recurrente de la serie Liver or Die donde interpretó a Kan Bo-koo, el dueño de la lavandería y padre de Kan Boon-shil (Shin Dong-mi).
El 20 de abril de 2020 se unió al elenco principal de la serie Brilliant Heritage donde dio vida a Boo Young-Bae, el propietario de un restaurante de fideos fríos de Pyongyang de 50 años, cuyo problema de salud ocasiona que sus hijos se peleen por quien se quedará con su riqueza, hasta el final de la serie el 9 de octubre del mismo año.
El 22 de marzo de 2021 se unió al elenco principal de la serie Like Butterfly (también conocida como "Navillera") donde interpretó a Shim Duk-chool, un adorable hombre de 70 años que decide perseguir su sueño de convertirse en bailarín, hasta el final de la serie el 27 de abril del mismo año.

## Filmografía

### Series de televisión
| Año         | Título                                                       | Personaje               | Notas                         |
| ----------- | ------------------------------------------------------------ | ----------------------- | ----------------------------- |
| 2024-25     | El negocio familiar                                          | Lee Man-deuk            | [ 9 ] [ 10 ]                  |
| 2022        | It's Beautiful Now                                           | Lee Kyeong-cheol        |                               |
| 2021 - 2022 | School 2021                                                  | Gong Young-soo          | [ 11 ] [ 12 ]                 |
| 2021        | Lost                                                         | Lee Chang-sook          |                               |
| 2021        | Like Butterfly                                               | Sim Deok-chul           | 12 episodios                  |
| 2020        | Brilliant Heritage                                           | Boo Young-Bae           | 122 episodios                 |
| 2019        | Liver or Die                                                 | Kan Bo-goo              |                               |
| 2017        | Mad Dog                                                      | Prof. Byun Gook-jin     |                               |
| 2017        | Return of Fortunate Bok                                      | Oh Hak-bong             |                               |
| 2016        | Come Back Mister                                             | Kim Noh-gap             |                               |
| 2015        | Falling for Challenge                                        | Propietario             | ep. #6 - (aparición especial) |
| 2014 - 2015 | 4 Legendary Witches                                          | Park Yi-moon            |                               |
| 2013 - 2014 | One Well-Raised Daughter                                     | Jang Pan-ro             |                               |
| 2012        | The Sons                                                     | Yoo Won-tae             |                               |
| 2011 - 2012 | Bravo, My Love!                                              | Byun Choon-nam          |                               |
| 2011        | My One and Only                                              | Lee Pil-yong            |                               |
| 2011        | You're So Pretty                                             | Go Man-seok             |                               |
| 2011        | I Believe in Love                                            | Kim Soo-bong            |                               |
| 2010 - 2011 | It's Okay, Daddy's Girl                                      | Eun Ki-hwan             | 17 episodios                  |
| 2009        | Enjoy Life                                                   | Hong Man-bok            |                               |
| 2009 - 2010 | Three Brothers                                               | Kim Soon-kyung          | 70 episodios                  |
| 2008 - 2009 | My Precious You                                              | Jang Il-nam             |                               |
| 2007 - 2008 | First Wives' Club                                            | Lee Hwa-sang            |                               |
| 2007 - 2008 | Daughters-in-Law                                             | Lee Soo-gil             |                               |
| 2007        | Drama City - "Ugly You"                                      | Park Oh-chul            |                               |
| 2007        | War of Money                                                 | Seo In-chul             |                               |
| 2007        | Hello! Miss                                                  | Hwang Man-bok           |                               |
| 2006 - 2007 | Lovers                                                       | Rev. Yoon Mok-sa        |                               |
| 2006 - 2007 | Yeon Gaesomun                                                | Yeon Taejo              |                               |
| 2006        | Famous Princesses                                            | Na Yang-pal             |                               |
| 2005        | HDTV Literature - "Saya Saya (Bird, Bird)"                   | Mr. Na                  |                               |
| 2005        | Drama City - "Like a Dream"                                  | Padre de Jung-yoon      |                               |
| 2005        | A Love to Kill                                               | Cha Du-yong             |                               |
| 2005        | Tears of Diamond                                             | CEO Jin Sang-jin        |                               |
| 2005        | 5th Republic                                                 | Jeong Seung-hwa         |                               |
| 2005        | Hello My Teacher                                             | Mtro. Hwang Gap-soo     |                               |
| 2005        | Be Strong, Geum-soon!                                        | Dir. Noh So-jang        |                               |
| 2005        | Drama City - "Chin Up, Dad!"                                 | Padre de Byung-ho       |                               |
| 2004        | Emperor of the Sea                                           | Padre de Jang Bogo      | 2 episodios - (cameo)         |
| 2004        | Save the Last Dance for Me                                   | Padre de Ji Eun-soo     |                               |
| 2004        | Hyung (My Older Brother)                                     | Ji Sang-tae             | 2 episodios                   |
| 2004        | My Hidden Love                                               | Jung Il-hyun            | 2 episodios                   |
| 2004        | Say You Love Me                                              | Seo Pil-sang            |                               |
| 2003        | TV Novel - "Briar Flower"                                    | Min Dae-sik             |                               |
| 2003        | South of the Sun                                             | Noh Young-man           |                               |
| 2003        | Good Person                                                  | Oh Dong-chul            |                               |
| 2003        | Land of Wine                                                 | Lee Jin-pyeong          |                               |
| 2003        | Near to You                                                  | Dir. Cha Kyo-jang       |                               |
| 2003        | Into the Sun                                                 | Jeon Joon-oh            |                               |
| 2002        | My Platoon Leader                                            | Sgt. Mayor Lee          |                               |
| 2002        | My Love Patzzi                                               | Técnico de Piscinas     |                               |
| 2002        | Confession                                                   | Mr. Choi                |                               |
| 2002        | To Be with You                                               | Choi In-seok            |                               |
| 2002        | Sidestreet People                                            | Park Paeng-jo           |                               |
| 2001 - 2002 | Sangdo                                                       | Hong Deuk-joo           |                               |
| 2001        | Like Father, Unlike Son                                      | Choi Bok-dal            |                               |
| 2001        | Orient Theatre                                               | Moon Soo-il             |                               |
| 2000        | Wang Rung's Land                                             | Wang Rung               | 32 episodios                  |
| 1999        | TV Novel - "My Older Sister's Mirror"                        | -                       |                               |
| 1999        | Beautiful Secret                                             | -                       |                               |
| 1999        | Happy Together                                               | Padre de Jin Soo-ha     |                               |
| 1999        | Young Sun                                                    | Kang Tae-ho             |                               |
| 1998        | Advocate                                                     | Kim Kang-jin            |                               |
| 1998        | Dreaming of Christmas                                        | -                       |                               |
| 1998        | Legendary Ambition                                           | -                       |                               |
| 1998        | Love on a Jujube Tree                                        | -                       |                               |
| 1998        | For the Sake of Love                                         | Kang Tae-bong           |                               |
| 1998        | MBC Best Theater - "Pensive Bodhisattva"                     | Director Jang           |                               |
| 1998        | Homecoming, a Short Story                                    | Detective Min           |                               |
| 1998        | Panther of Kilimanjaro                                       | -                       |                               |
| 1998        | Three Kim Generation                                         | Kang Shin-ok            |                               |
| 1997        | MBC Best Theater - "Please Stop by the Laundromat"           | -                       |                               |
| 1997        | A Bluebird Has It                                            | Padre del director Baek |                               |
| 1997        | Beyond the Horizon                                           | Park Du-chil            |                               |
| 1997        | MBC Best Theater - "Crying Crow"                             | Mr. Ji                  |                               |
| 1996        | Im Kkeok-jeong                                               | Im Dol-yi               |                               |
| 1996        | First Love                                                   | -                       |                               |
| 1996        | Ganyiyeok                                                    | Choi Seung-don          |                               |
| 1996        | 1.5                                                          | Padre de Seok-hyun      |                               |
| 1996        | Pretty Woman                                                 | Han Seok-bong           |                               |
| 1995        | Hopefully the Sky                                            | Deok-bae                |                               |
| 1995        | You Said You Loved Me                                        | -                       |                               |
| 1995        | Asphalt Man                                                  | Mr. Kang                | 16 episodios                  |
| 1994 - 1995 | What Have You Done Yet                                       | Dong Ki-ho              | 42 episodios                  |
| 1994        | MBC Best Theater - "What Are You Afraid About Turning Fifty" | -                       |                               |
| 1993        | Love Is Living                                               | -                       |                               |
| 1993        | Mountain Wind                                                | Hong Jeong-gi           |                               |
| 1993        | Han River Cuckoo                                             | Heo Jang-seok           |                               |
| 1993        | Our Hot Song                                                 | Padre de Jae-hee        |                               |
| 1993        | The Sun and The Moon (January)                               | Kim Jin-goo             | 104 episodios                 |
| 1992        | Rainbow in Mapo                                              | Park Geo-se             |                               |
| 1992        | MBC Best Theater - "The Era of Passion"                      | -                       |                               |
| 1991 - 1992 | Eyes of Dawn                                                 | Pvt. Gu Bo-da           |                               |
| 1991        | Tingling Fingertips                                          | -                       |                               |
| 1991        | 말로만 중산층                                                | Kim Dal-guk             |                               |
| 1991        | Land of Thirst                                               | Jefe Choi               |                               |
| 1991        | Our Paradise                                                 | Prof. de Psicología     |                               |
| 1990        | My Sister, Mong-sil                                          | Mr. Kim                 |                               |
| 1989        | The Region of Calm                                           | Yoo Jin-san             |                               |
| 1989        | The 5th Column                                               | Director Park           |                               |
| 1989        | 2nd Republic                                                 | Kim Yeong-seon          |                               |
| 1989        | For the Emperor                                              | -                       |                               |
| 1989        | Wang Rung's Kin                                              | Pil-yong                |                               |
| 1987        | MBC Bestseller Theater - "Rain Shower"                       | -                       |                               |
| 1986        | MBC Bestseller Theater - "Bird in Flight Again"              | Monje                   |                               |
| 1985        | The Imjin War                                                | Hyun-so                 |                               |
| 1984        | MBC Bestseller Theater - "30-Day Picnic"                     | -                       |                               |
| 1981        | 1st Republic                                                 | Lee Seung-yeop          |                               |
| 1980        | Country Diaries                                              | Padre de Hye-sook       |                               |
| 1965        | The Long Voyage Home                                         | -                       |                               |

### Películas
| Año  | Título                                | Personaje              | Notas                                                                                   |
| ---- | ------------------------------------- | ---------------------- | --------------------------------------------------------------------------------------- |
| 2024 | Dog Days                              | Marido de Min-seo      | Aparición especial                                                                      |
| 2022 | Kingmaker                             | Kang In-san            | junto a Sol Kyung-gu, Lee Sun-kyun, Yoo Jae-myung y Jo Woo-jin                          |
| 2021 | Unexpected Love                       | -                      | junto a Zhang Yixing, Krystal Jung, Wang Yibo y Lee You-jin                             |
| 2019 | Exit                                  | Jang-soo               | junto a Jo Jung-suk, Im Yoon-ah, Go Doo-shim, Kim Ji-young, Kang Ki-young y Bae Yoo-ram |
| 2019 | The Odd Family: Zombie On Sale        | Man-deok               | junto a Jung Jae-young, Kim Nam-gil, Uhm Ji-won, Lee Soo-kyung y Jung Ga-ram            |
| 2018 | Be-Bop-A-Lula                         | Yeong-hwa              | junto a Shin Goo, Im Hyun-sik y Yoon Duk-yong                                           |
| 2017 | Magic Hour                            | Kim Nam-woo            | junto a Oh Mi-hee, Nam Kyung-eup, Han tae-il y Kwon Oh-jin                              |
| 2017 | Lucid Dream                           | Kang Seong-pil         | junto a Go Soo, Sol Kyung-gu, Park Yoo-chun, Kang Hye-jung y Chun Ho-jin                |
| 2014 | Miss Granny                           | Mr. Park               | junto a Na Moon-hee, Shim Eun-kyung, Jung Jin-young, Sung Dong-il y Lee Jin-wook        |
| 2009 | The Righteous Thief                   | Man Seok-hong          | junto a Lee Beom-soo, Lee Si-young, Kim Soo-ro y Sung Dong-il                           |
| 2009 | The Executioner                       | Oficial de Prisión Kim | [ 22 ]                                                                                  |
| 2009 | Fly, Penguin                          | Mr. Kwon               |                                                                                         |
| 2009 | Thirst                                | Sacerdote Roh          | junto a Song Kang-ho, Kim Ok-bin, Kim Hae-sook, Shin Ha-kyun, Oh Dal-su y Ra Mi-ran     |
| 2007 | Happiness                             | Seok-gu                | junto a Hwang Jung-min, Im Soo-jung, Kim Ki-chun y Yoo Seung-mok - (cameo)              |
| 2006 | Moodori                               | Gu Bong-gi             | junto a Seo Young-hee, Yoo Seung-mok, Jung Kyung-ho, Lee Min-jung y Oh Jung-se          |
| 2004 | Two Guys                              | Director Lee           | junto a Park Joong-hoon, Cha Tae-hyun y Han Eun-jung - (cameo)                          |
| 2002 | Sex of Magic                          | Padre de Park Sung-bin |                                                                                         |
| 2002 | Oh! LaLa Sisters                      | Kim Il-dong            |                                                                                         |
| 2001 | One Fine Spring Day                   | Padre de Sang-woo      | junto a Yoo Ji-tae, Lee Young-ae, Baek Seong-hee, Shin Shin-ae y Lee Moon-sik           |
| 2001 | Prison World Cup                      | Director Jang          |                                                                                         |
| 2000 | Just Do It!                           | Tío de Dae-chul        | (cameo)                                                                                 |
| 1999 | The Spy                               | Mr. Oh                 |                                                                                         |
| 1999 | Weathering the Storms                 | Padre                  |                                                                                         |
| 1998 | The Quiet Family                      | Kang Dae-goo           | junto a Na Moon-hee, Song Kang-ho, Choi Min-sik, Go Ho-kyung y Gi Ju-bong               |
| 1998 | Two Cops 3                            | Padre de Lee Hyeong-gu |                                                                                         |
| 1997 | Baby Sale                             | Padre de Sang-joon     |                                                                                         |
| 1995 | Millions in My Account                | Padre de Jeon Dal-soo  |                                                                                         |
| 1993 | When Adam Opens His Eyes              | Maestro de Audio       |                                                                                         |
| 1991 | Teenage Coup de grâce                 | -                      |                                                                                         |
| 1991 | Milk Chocolate 1950-1990              | Seo Pan-sool           |                                                                                         |
| 1990 | Young-shim                            | Padre                  |                                                                                         |
| 1990 | Well, Let's Look at the Sky Sometimes | Padre de Young-soo     |                                                                                         |
| 1990 | I Stand Everyday                      | Jefe Yook              |                                                                                         |

### Programas de variedades
| Año  | Evento                                                      | Notas                  |
| ---- | ----------------------------------------------------------- | ---------------------- |
| 2018 | Talkmon                                                     | 2 episodios - invitado |
| 2016 | 다큐공감                                                    | (ep. #156)             |
| 1990 | Mysterious World of Quiz Exploration (퀴즈탐험 신비의 세계) |                        |

### Presentador
| Año  | Evento                | Notas                                                                                       |
| ---- | --------------------- | ------------------------------------------------------------------------------------------- |
| 2020 | 34th KBS Drama Awards | copresentador de la categoría: "Special Lifetime Achievement Award" - junto a Cho Yeo-jeong |

### Teatro
| Año              | Título                               | Personaje      | Notas |
| ---------------- | ------------------------------------ | -------------- | ----- |
| 2011             | Tuscany in Seoul (토스카 인 서울)    | Seo Joo-hyuk   |       |
| 2010             | Crossing the Bakdaljae Pass in Tears | -              |       |
| 2009, 2010, 2011 | Rain Falling in Gomoryeong           | -              |       |
| 2008             | Scent of Love                        | Kang-soo       |       |
| 2005             | Song of Katusa                       | -              |       |
| 2002             | Heartbreaking Miari Hill             | -              |       |
| 2001             | Fallen Pagoda of Love                | -              |       |
| 1999             | An Inn Without an Address            | -              |       |
| 1998             | Tumen River of Tears                 | -              |       |
| 1996             | Ttaraji's Banquet                    | -              |       |
| 1995             | The Fantasticks                      | -              |       |
| 1994             | Guys and Dolls                       | Nathan Detroit |       |
| -                | Porgy and Bess                       | -              |       |
| -                | The Cherry Orchard                   | -              |       |
| -                | The Wandering Troupe                 | -              |       |
| -                | Antigone                             | -              |       |
| -                | A Good Person                        | -              |       |
| -                | A Man for All Seasons                | -              |       |
| -                | The Tempest                          | -              |       |
| -                | The Money Bug: Outdoor Play          | -              |       |

### Musicales
| Año  | Título          | Personaje | Notas |
| ---- | --------------- | --------- | ----- |
| 2015 | 서울 1983       | -         |       |
| 2011 | 비내리는 고모령 | -         |       |

### Revistas / sesiones fotográficas
| Año  | Título            | Notas                                     |
| ---- | ----------------- | ----------------------------------------- |
| 2021 | 1st Look Magazine | junto a Song Kang - (publicación de mayo) |

### Anuncios
| Año               | Título                     | Notas              |
| ----------------- | -------------------------- | ------------------ |
| 2003              | AIG 손해보험               |                    |
| 2002, 2004 - 2006 | 동국제약 인사돌            |                    |
| 2002              | 남해화학 신세대 비료       | junto a Lee Hee-do |
| 1999              | 청원군 청원 생명쌀         |                    |
| 1999              | SK텔레콤 스피드 011        |                    |
| 1995              | 위니아전자 입체냉장고 탱크 |                    |
| 1994              | 현대L&C 골든홈샤시         |                    |
| 1992              | 유한양행 생위천            |                    |
| 1992              | 해태htb 내고을 강호박      |                    |
| 1990 - 1993       | 대일보일러 바로가스보일러  |                    |
| 1989 - 1990       | 동아제약 암씨롱            |                    |
| 1989              | 농협 이자로보험예금        |                    |
| 1989              | 일양약품 아스마 에취       |                    |

## Premios y nominaciones
| Año  | Categoría                                                | Premio                                    | Trabajo             | Resultado |
| ---- | -------------------------------------------------------- | ----------------------------------------- | ------------------- | --------- |
| 2021 | Bogwan Order of Cultural Merit (3rd Class)               | 2021 Korean Popular Culture & Arts Awards | -                   | Ganó      |
| 2020 | Top Excellence Award, Actor                              | 34th KBS Drama Awards                     | Brilliant Heritage  | Ganó      |
| 2020 | Excellence Award, Actor in a Daily Drama                 | 34th KBS Drama Awards                     | Brilliant Heritage  | Nominado  |
| 2010 | Excellence Award, Actor in a Daily Drama                 | KBS Drama Award                           | Three Brothers      | Nominado  |
| 2007 | Excellence Award, Actor in a One-Act/Special/Short Drama | KBS Drama Award                           | Ugly You            | Ganó      |
| 2006 | Top Excellence Award, Actor                              | KBS Drama Award                           | Famous Princesses   | Nominado  |
| 2000 | Top Excellence Award, Actor                              | SBS Drama Award                           | Wang Rung's Land    | Ganó      |
| 1990 | Excellence Award, Actor                                  | MBC Drama Award                           | My Sister, Mong-sil | Ganó      |
| 1989 | Excellence Award, Actor                                  | KBS Drama Award                           | The Region of Calm  | Ganó      |
| 1984 | Best Theater Actor                                       | 20th Baeksang Arts Award                  | A Good Person       | Ganó      |
| 1981 | Best Actor                                               | 18th Dong-A Theatre Award                 | The Cherry Orchard  | Ganó      |
| 1980 | Excellence Award, Actor                                  | MBC Drama Award                           | -                   | Ganó      |
| 1978 | Best Actor                                               | 2nd Korea Theatre Festival                | The Tempest         | Ganó      |